# Amina Touahria
Amina Touahria, née en 1984, est une nageuse algérienne.

## Carrière
Amina Touahria est médaillée de bronze du 200 mètres nage libre aux Championnats d'Afrique de natation 2002 au Caire.